# جان أنطوان ماربو
جان انطوان ماربو، المعروف أيضا باسم انطوان ماربو (بالفرنسية: Jean-Antoine Marbot و النطق: ‎/ʒɑ̃ ɑ̃twan maʁbo/‏)، جنرال ورجل سياسة فرنسي، ولد في 7 ديسمبر 1754 في التيلاك في فرنسا، وتوفي في 19 أبريل 1800 في جنوة في إيطاليا.

## حياته

### حكم أترافي
ولد جان أنطوان ماربوت في عائلة من النبلاء العسكريين في ألتيلاك، في مقاطعة كويرسي القديمة في جنوب غرب فرنسا. بدأت مسيرته المهنية في الحرس العسكري لملك فرنسا في فرساي، حيث انضم إلى وحدة سلاح الفرسان في الحرس الملكي للملك لويس الخامس عشر برتبة ملازم ثاني. في عام 1781 تمت ترقيته إلى رتبة نقيب الفرسان وأصبح مساعدًا لمعسكر الملازم أول جنرال دي شومبيرج، المفتش العام لسلاح الفرسان، في عام 1782.

### الجمعية التشريعية
مع بداية عصر التنوير، تقاعد من الخدمة العسكرية في بداية الثورة وعاد إلى ممتلكاته في ألتيلاك. انتخب مديرًا لمقاطعة كوريز عام 1790 ثم نائبًا عنها في المجلس التشريعي في 3 سبتمبر 1791 بأغلبية 206 أصوات من أصل 361. في 5 أبريل 1792، قدم تقريرًا عن مالية الدولة أمام الجمعية، واقترح خطة قروض وطنية، كان الغرض منها تقليل عدد المحالين في التداول إلى 12 مليونًا.

### حرب البرانس
عاد للخدمة العسكرية خلال حرب البرانس ضد إسبانيا برتبة نقيب لمطاردي الجبال. في 30 أغسطس 1793، تمت ترقيته إلى رتبة عميد وحارب مع جيش جبال البرانس الشرقية، حيث إستولي على سيردانيا الإسبانية بأوامر من الجنرال داغوبيرت دي فونتينيل. ثم انضم إلى جيش جبال البرانس الغربية من 1794 إلى 1795، حيث تمت ترقيته إلى رتبة جنرال. تميز بشجاعته وحقق انتصارات عديدة ضد قوات العدو، ولا سيما في 12 أغسطس 1794 في سانت إنغراس وأولوكي، في 4 سبتمبر 1794 في ليسكون، في 24-25 نوفمبر 1794 في أورثيز، وفي 12 مايو 1796 أثناء الهجوم. في 9 يونيو 1795، تم فصله لدوافع سياسية، قبل أن يتم إعادته بشكل نهائي في 13 يونيو من نفس العام.

### مجلس الشيوخ
في 15 أكتوبر 1795، انتخب نائبا عن كوريز في مجلس القدماء، المجلس الأعلى للهيئة التشريعية الفرنسية خلال الجمهورية الفرنسية الأولى، بأغلبية 121 صوتا من أصل 236 صوتا. في 6 سبتمبر 1797، انتخب رئيسًا لمجلس القدماء. في 11 يناير 1798، أصدر مقترحًا يهدف إلى احتواء الانتفاضة التي كان المهاجرون يشعلونها في مقاطعة أفينيون في جنوب فرنسا. أعيد انتخابه رئيسًا لمجلس القدماء في 19 يونيو 1798، وألقى خطابًا تذكاريًا خلال احتفالات 14 يوليو، وأيد اتخاذ إجراءات حاسمة ضد قوى التحالف في حالة حرب مع فرنسا. في 18 أبريل 1799، أيد مشروع قانون لتجنيد مائتي ألف رجل للجيش، معارضاً للنظام الذي تبناه وزير الداخلية، فرانسوا دي نوفشاتو.

### الحاكم العسكري لباريس
تم تعيينه حاكمًا عسكريًا لباريس من قبل وزير الحرب الجنرال كارل الرابع عشر يوهان في 5 يوليو 1799، ليحل محل الجنرال بارتليمي جوبير على رأس الفرقة العسكرية 17 المتمركزة في باريس. بعد عودة الجنرال نابليون بونابرت من الحملة المصرية، عارض الانقلاب المخطط له، والذي كان للإطاحة بحكومة المديرين الفرنسية واستبدالها بحكومة القناصل الفرنسية.

### الحملة الايطالية
قبل وقت قصير من انقلاب 18 برومير، تم إرساله كقائد عام للفرقة إلى جيش إيطاليا، الذي كان آنذاك تحت قيادة الجنرال جان إتيان شامبيونيت. بعد وفاته، تولى قيادة الجيش الإيطالي حتى وصول الجنرال أندريه ماسينا. قاد إحدى فرق القوات الفرنسية المقاتلة في ليغوريا، وتمركز في مدينة سافونا. كانت مرتفعات المدينة موقع معارك عديدة، خاصة يومي 6 و 13 أبريل 1800، حيث كانت القوات النمساوية تحاول شق طريقها إلى مدينة جنوة. وسرعان ما مرض واضطر إلى نقله إلى جنوة لتلقي العلاج الطبي. توفي في 19 أبريل 1800.

## إرثه
الجنرال جان أنطوان ماربوت هو واحد من 660 شخصية أشاد بها الإمبراطور نابليون بونابرت لقتالها من أجل فرنسا خلال حروب نابليون. تم نقش اسمه على العمود الغربي، العمود 34 من قوس النصر في باريس.